# Кушелёв, Павел Семёнович
Па́вел Семёнович Кушелёв (24 июня 1871, Емешево, Козьмодемьянский уезд, Казанская губерния, Российская империя ― 27 января 1941, Котельнич, Кировская область, РСФСР, СССР) ― русский и советский деятель народного образования, художник, этнограф, писатель. Преподаватель Вятского Александровского реального училища и Яранского марийского педагогического техникума. Один из учредителей и член Вятского художественного кружка (1909―1918). Первый профессиональный художник из мари. Статский советник. 

## Биография
Родился 24 июня 1871 года в селе Емешево ныне Горномарийского района Марий Эл в крестьянской семье Романовых. 
В 1891 году окончил Строгановское училище технического рисования.
С 1891 года ― учитель рисования и чистописания Вятского Александровского реального училища, преподаватель марийского языка на курсах миссионеров, в 1903 году ― организатор воскресных рисовальных курсов в Вятке. В 1904 году благодаря усердию и качеству деятельности достиг высокого служебного чина ― статский советник. 
В 1909―1918 годах был одним из учредителей и членов Вятского художественного кружка. 
После Октябрьской революции занимал малые должности в учреждениях, однако продолжал активно работать в постановке художественного образования в Яранском, Малмыжском и Уржумском уездах Вятской губернии: выступал на курсах марийских и удмуртских учителей, работал в Уржумском отделе народного образования, в 1919―1921 годах ― на Сернурских педагогических курсах, затем ― в Яранском марийском педагогическом техникуме.
Считается первым марийским профессиональным художником. 
За заслуги в области народного образования награждён орденами Святого Станислава (дважды), Святой Анны и медалями.
Скончался 27 января 1941 года в г. Котельниче Кировской области. 

## Краеведческая деятельность
В конце XIX ― начале XX веков ― автор автобиографических рассказов и очерков по этнографии марийского народа в «Вятских губернских ведомостях», «Вятской речи» под псевдонимом П. Мары.
В № 92 газеты «Вятские губернские ведомости» за 1893 год была помещена сказка «Нищая», записанная со слов марийцев в Яранском уезде. Сам автор в комментариях отмечал: сказка говорит о том, что «нищий богат мечтами»; в ней живо изображаются доброта, жалость и гостеприимство крестьян черемис.
Другая его работа, также увидевшая свет в 1893 году в «Губернских ведомостях» ― «Черемисская свадьба: Из быта черемис Козьмодемьянского уезда Казазанской губернии».

## Награды
- Орден Святого Станислава III степени (1902)[1]
- Орден Святого Станислава II степени (1914)[1]
- Орден Святой Анны III степени (1908)[1]

## Память
Отдельные фотодокументальные материалы, посвящённые художнику П. С. Кушелёву, хранятся в Кировском областном архиве. 